# Sala d'Esgrima Amposta
La Sala d'Esgrima Amposta és un club d'esgrima de la ciutat d'Amposta, l'únic club de la província de Tarragona. Va ser fundat l'any 1997 pel mestre d'armes Fidel Font i té l'espasa com arma principal. És un dels clubs d'esgrima catalans més guardonats tant a nivell nacional com internacional. Entre els seus millors tiradors destaquen Pau Rosselló (campió del món) i Marc Font (tirador de la selecció espanyola). Actualment el centre d'alt rendiment d'espasa es troba a Amposta.